# 1996 في إيران
فيما يلي قوائم الأحداث التي وقعت خلال عام 1996 في إيران.

## رياضة
- 1 يناير – إيران في الألعاب البارالمبية الصيفية 1996

## مواليد

### فبراير
- 9 فبراير – أمير حسين كريمي لاعب كرة قدم إيراني.[1]
- 25 فبراير – على هازمى لاعب كرة قدم إيراني.[2]

### مارس
- 1 مارس – صادق موهارامى لاعب كرة قدم إيراني.[3]
- 10 مارس – علي جولزاده لاعب كرة قدم إيراني.[4]

### أبريل
- 14 أبريل – رضا ميرزايي لاعب كرة قدم إيراني.[5]

### مايو
- 16 مايو – مهدي أميني لاعب كرة قدم إيراني.[6]

### يونيو
- 9 يونيو – نجمه خدمتي لاعبة رماية إيرانية.
- 15 يونيو – ماهان رحماني لاعب كرة قدم إيراني.[7]
- 20 يونيو – مجيد حسيني لاعب كرة قدم إيراني.[8]

### أكتوبر
- 1 أكتوبر – سعيد عزت اللهي لاعب كرة قدم إيراني.[9]

### نوفمبر
- 26 نوفمبر – فرزان عاشور زاده لاعب تايكوندو إيراني.

## وفيات

### فبراير
- 8 فبراير – سياوش كسرائي (مواليد 1927) شاعر إيراني.[10]
- 29 فبراير – شمس بهلوي (مواليد 1917)